# السات 2
آلسات 2-ب(بالفرنسية: AlSat 2-B)‏ قمر صناعي جزائري. أُرسل إلى الفضاء الخارجي سنة 2010 من محطة إطلاق بالهند وهو مخصص لالتقاط صور من الأرض وإرسالها لمحطة علوم الفضاء بالجزائر ليتم إستغلالها في بناء الطرق والسدود والمطارات. يعتبر هذا القمر مشروع واسع من التعاون الدولي أطلقته الحكومة الجزائرية منذ عام 2000 كبرنامج لتطوير الأبحاث الفضائية وإرسال كوكبة من الأقمار الصناعية، مصممة خصيصا للأبحاث العلمية ومراقبة الطقس ورصد واستشعار الزلازل والكوارث الطبيعية.
التقط القمر لحد الآن 23 ألف صورة من خلال نظام الصورة الجغرافية منها 6692 صورة حول مختلف المجالات حيث تساهم الصور الملتقطة في مكافحة التصحر وحرائق الغابات، كما ستساعد مستقبلا في استشعار الزلازل والوقاية من الكوارث الكبرى وإنجاز الطرق وتسيير الكوارت الطبيعية والفيضانات والزلازل ومتابعة البرامج السكنية والتطور العمراني والزراعي.

## آلسات 2 -ب
- الاسم: آلسات 2-ب
- المشغل: الجزائر
- نوع المهمة: مراقبة الأرض
- تاريخ الإقلاع: 12 يوليو 2010
- الصاروخ الحامل: 35 -PSLV C
- موقع الإطلاق: منصة «سريهاريكوطا» التابعة للمركز الفضائي «ساتيش دهاون»، محطة، الهند.

آلسات 2-ب، هو تاني ساتل تطلقه الجزائر ضمن برنامجها الفضائي، وتم إطلاقه من مقاطعة تشيناي، بالهند في 12 يوليو 2010، فبعد آلسات 1، قررت الجزائر إطلاق ساتل يكون أكثر قدرة واستجابة للاحتياجات الوطنية، مستفيدة في ذلك من مختلف اتفاقيات التعاون التي تربطها ببعض الدول كفرنسا. وتجسيدا لهذا التعاون، جاء مشروع الساتل الجديد آلسات 2-ب الذي رصد له غلاف مالي قدر بـ ملياري دم، تم العمل به على مدار عامين، وقد باشرت شركة استر يوم-سايس في إنجازه بعد المحادثات التي جمعت مسؤولي الاتصالات الجزائرية ومدير هذه الشركة. وفي هذا الإطار، تم إرسال حوالي 29 باحثا للتربص ميدانيا بمدينة تولوز الفرنسية. ويعد القمر الاصطناعي (آلسات 2-ب) ثاني قمر صناعي تطلقه الجزائر لرصد ومراقبة الأرض بعد القمر الاصطناعي الأول (آلسات 1) الذي أطلق بتاريخ 28 نوفنبر 2002.

### الإطلاق
في 12جويلية 2010

### قدراته
القمر الصناعي بقدرة تصوير عالية الدقة تقدر بـ 2.5 متر
يتضمن برنامج آلسات 2-ب بناء جزأين للمراقبة الأرضية ومحطة واحدة بصرية مما يتيح لتشغيل ورقابة الأقمار الصناعية من الأراضي الجزائرية. وسيقوم النظام بتمكين الجزائر من الحصول على صور ذات جودة عالية جدا لاستخدامها في مجموعة متنوعة واسعة من التطبيقات: رسم الخرائط، وإدارة الزراعة والغابات والمياه والموارد المعدنية والنفط، وحماية المحاصيل وإدارة الكوارث الطبيعية وتخطيط الأراضي.

## وصلات خارجية
- (بالفرنسية: الموقع الرسمي للوكالة الفضائية الجزائرية)‏بالفرنسيةالموقع الرسمي للوكالة الفضائية المغربية)